# 野崎桂太
野崎 桂太（のざき けいた、1990年4月25日 - ）は、埼玉県所沢市出身の元プロサッカー選手。現在はアマチュア選手としてプレーしている。ポジションは、フォワード。サッカー選手の野崎雅也は実弟。

## 来歴
大宮アルディージャの下部組織出身。トップチーム昇格はかなわず、東洋大学に進学。4年時にはゲームキャプテンとしてチームを牽引し、リーグ戦では得点ランキング2位タイとなる14得点をあげ、関東大学サッカーリーグ戦2部優勝の原動力となった。
2013年より、ザスパクサツ群馬に入団。 2016年1月、現役引退を発表した。引退後、ルーヴェン高崎FCのコーチを経て、2018年に古巣である大宮の地域プロデュース部U-12のコーチに就任した。またこの年より、埼玉県社会人サッカーリーグ2部に所属するラスタサッカーファミリーでアマチュア選手として現役復帰した。

## 所属クラブ
- 所沢マッシュバッファローズ
- 大宮アルディージャジュニアユース
- 大宮アルディージャユース（埼玉県立浦和北高等学校）
- 東洋大学
- 2013年 - 2015年 ザスパクサツ群馬
- 2018年 -  ラスタサッカーファミリー

## 個人成績
| 国内大会個人成績 | 国内大会個人成績 | 国内大会個人成績 | 国内大会個人成績 | 国内大会個人成績                                 | 国内大会個人成績 | 国内大会個人成績 | 国内大会個人成績 | 国内大会個人成績 | 国内大会個人成績 | 国内大会個人成績 | 国内大会個人成績 |
| 年度             | クラブ           | 背番号           | リーグ           | リーグ戦                                         | リーグ戦         | リーグ杯         | リーグ杯         | オープン杯       | オープン杯       | 期間通算         | 期間通算         |
| 年度             | クラブ           | 背番号           | リーグ           | 出場                                             | 得点             | 出場             | 得点             | 出場             | 得点             | 出場             | 得点             |
| 日本             | 日本             | 日本             | 日本             | リーグ戦                                         | リーグ戦         | リーグ杯         | リーグ杯         | 天皇杯           | 天皇杯           | 期間通算         | 期間通算         |
| ---------------- | ---------------- | ---------------- | ---------------- | ------------------------------------------------ | ---------------- | ---------------- | ---------------- | ---------------- | ---------------- | ---------------- | ---------------- |
| 2013             | 群馬             | 20               | J2               | 2                                                | 0                | -                | -                | 1                | 1                | 3                | 1                |
| 2014             | 群馬             | 20               | J2               | 14                                               | 1                | -                | -                | 2                | 0                | 16               | 1                |
| 2015             | 群馬             | 18               | J2               | 27                                               | 4                | -                | -                | 0                | 0                | 27               | 4                |
| 2018             | RSF              | 14               | 埼玉県2部A       |                                                  |                  | -                | -                | -                | -                |                  |                  |
| 2019             | RSF              | 18               | 埼玉県2部A       |                                                  |                  | -                | -                | -                | -                |                  |                  |
| 通算             | 日本             | 日本             | J2               | 43                                               | 5                | -                | -                | 3                | 1                | 46               | 6                |
| 通算             | 日本             | 日本             | 埼玉県2部A       | \|\|\|\|colspan="2"\|-\|\|colspan="2"\|-\|\|\|\| |                  |                  |                  |                  |                  |                  |                  |
| 総通算           | 総通算           | 総通算           | 総通算           | 43                                               | 5                | -                | -                | 3                | 1                | 46               | 6                |

- Jリーグ初出場 - 2013年3月3日 J2第1節 vs水戸ホーリーホック (ケーズデンキスタジアム水戸)
- 公式戦初得点 - 2013年9月7日 天皇杯2回戦 vs松本山雅FC (松本平広域公園総合球技場)
- Jリーグ初得点 - 2014年5月18日 J2第14節 vsギラヴァンツ北九州 (北九州市立本城陸上競技場)

## 代表・選抜歴
- 2011年 関東大学選抜

## タイトル

### クラブ
東洋大学
- 関東大学サッカーリーグ戦2部 (2012年)

### 個人
- 関東大学サッカーリーグ戦2部 ベストイレブン (2012年)

## 指導歴
- 2016年 - 2017年 ルーヴェン高崎FC コーチ
- 2018年 - 大宮アルディージャ地域プロデュース部U-12 コーチ